# Thomas a Kempis
Pour les articles homonymes, voir a Kempis.
Thomas a Kempis (nom latinisé utilisé en français), Thomas von Kempen ou Thomas Hemerken (1380 ? – 24 juillet 1471 ?) est un moine néerlandais du Moyen Âge. On lui attribue l'un des livres de dévotion chrétienne les plus connus, L'Imitation de Jésus-Christ. Il est commémoré le 25 août.

## Articles connexes

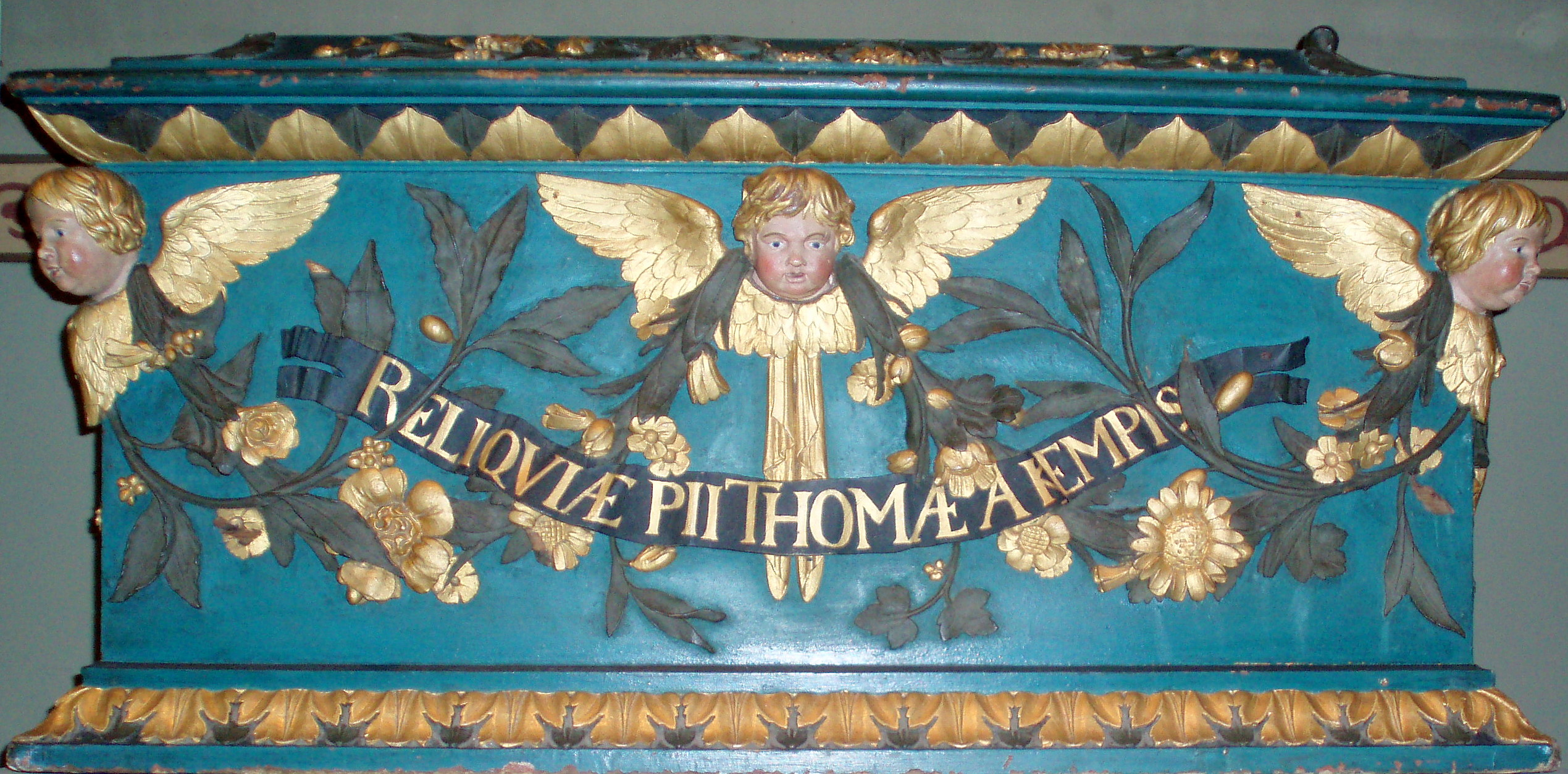
Reliquaire de Thomas a Kempis à la Basilique Notre-Dame-de-l'Assomption de Zwolle, Pays-Bas.

## Biographie
Né à Kempen, en Allemagne (près de Cologne) en 1380, il est mort près de Zwolle en 1471. Son nom de famille était Hemerken (Hamerken), ce qui signifie « petit marteau » en bas-allemand.
En 1395 il est envoyé à Deventer, à l'école des Frères de la vie commune (Congrégation de Windesheim). Il devient un copiste talentueux, capable de subvenir à ses besoins. Plus tard, il est admis au couvent des Augustiniens du Mont Sainte-Agnès près de Zwolle, où son frère Jean l'a précédé et a été élevé à la dignité de prieur. Thomas est ordonné prêtre en 1413 et est nommé sous-prieur en 1429. Il est longtemps maître des novices, chargé de leur formation.
La communauté est perturbée momentanément par le rejet de l'évêque d'Utrecht, Rodolphe de Diepholt et, en conséquence, par le pape, durant le schisme d'Utrecht (1423-1449) (nl). À part cela, Thomas mena une vie paisible, partageant son temps entre des exercices de dévotion, l'écriture, et la copie. Il a copié quatre exemplaires de la Bible, et l'une de ces copies est conservée à Darmstadt, en cinq volumes. Ses enseignements étaient très lus, et ses travaux abondent en citations bibliques, particulièrement celles du Nouveau Testament.
Sa vie est sans aucun doute caractérisée par ces mots, écrits en légende d'un tableau ancien qui serait son portrait : « en toutes choses j'ai cherché la paix et ne l'ai point trouvée, sauf dans les livres et le retrait du monde ».  Le 11 novembre 1897, un monument fut érigé à sa mémoire en l'église Saint-Michel de Zwolle, aujourd'hui démolie.
Thomas a Kempis appartenait à l'école des mystiques qui s'étendait sur les rives du Rhin, de la Suisse à la Hollande, en passant par Strasbourg et Cologne. Il était disciple de Gérard Groote et de Florent Radewijns, fondateurs des Frères de la vie commune.
Tous ses écrits sont marqués par la dévotion et comprennent des billets, méditations, lettres et sermons, des vies de saints et diverses biographies. Des œuvres semblables à L'Imitation de Jésus-Christ, animées par le même esprit, prolongèrent sa méditation sur la vie et les bénédictions du Sauveur, ainsi qu'un livre sur l'Incarnation. Tous ses travaux expriment son adoration débordante pour le Christ.
Thomas a Kempis a été béatifié par l'Église catholique. Il est fêté le 25 août. Ses restes reposent depuis la Pentecôte 2006 dans la basilique Notre-Dame-de-l'Assomption de Zwolle.

## Écrit

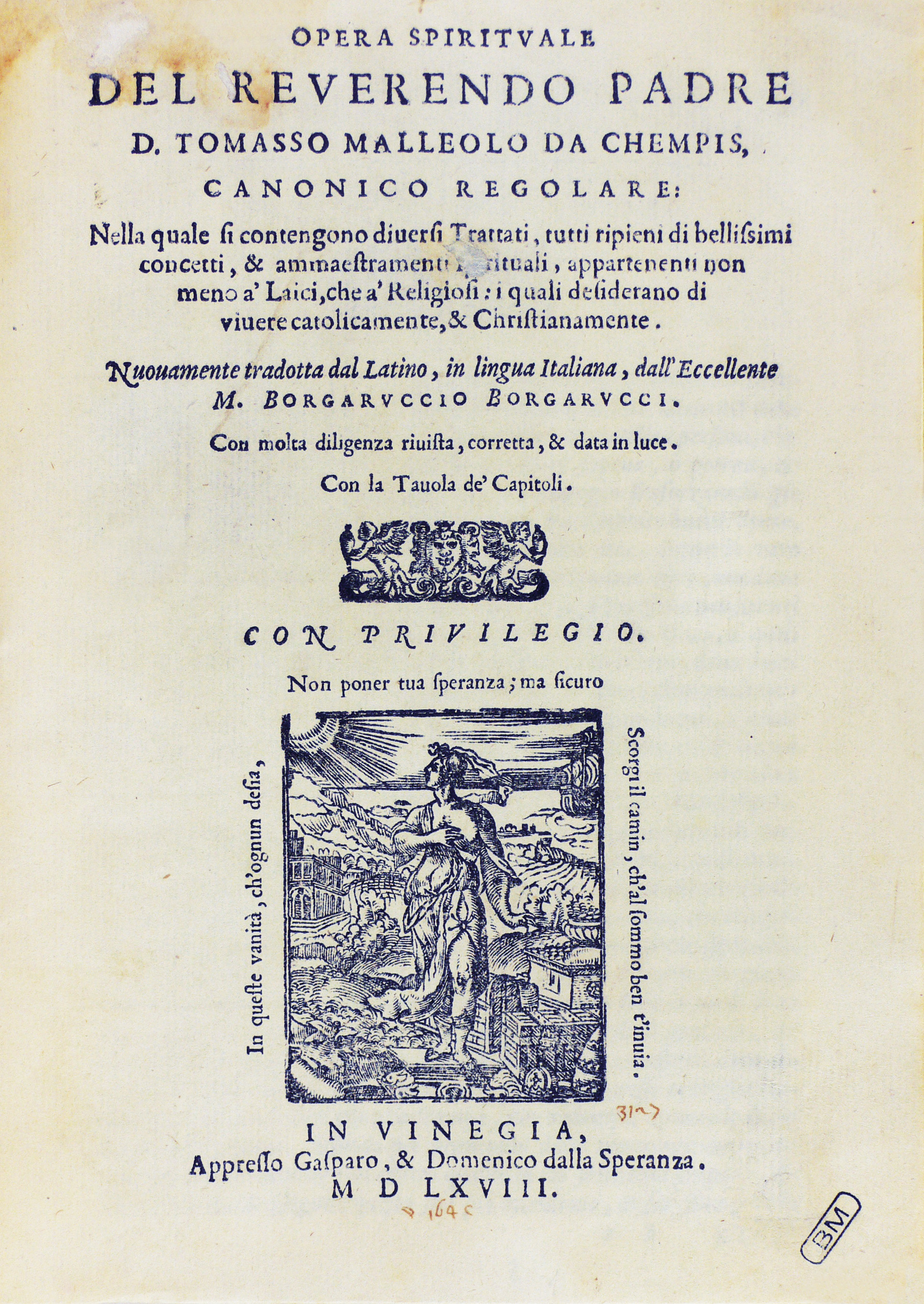
Opera spirituale, 1568.

L'Imitation de Jésus-Christ tient une grande place dans la littérature chrétienne.
Il écrit, à propos de la simplicité et de la pureté : 
« L'homme s'élève au-dessus de la terre sur deux ailes, la simplicité et la pureté. La simplicité doit être dans l'intention, et la pureté dans l'affection. La simplicité cherche Dieu, la pureté le trouve et le goûte. Nulle bonne œuvre ne vous sera difficile, si vous êtes libre au-dedans de toute affection déréglée. Si vous ne voulez que ce que Dieu veut et ce qui est utile au prochain, vous jouirez de la liberté intérieure. Si votre cœur était droit, alors toute créature vous serait un miroir de vie et un livre rempli de saintes instructions. Il n'est point de créature si petite et si vile qui ne présente quelque image de la bonté de Dieu. Si vous aviez en vous assez d'innocence et de pureté, vous verriez tout sans obstacle. Un cœur pur pénètre le ciel et l'enfer. Chacun juge des choses du dehors selon ce qu'il est au-dedans de lui-même. S'il est quelque joie dans le monde, le cœur pur la possède. Et s'il y a des angoisses et des tribulations, avant tout elles sont connues de la mauvaise conscience. Comme le fer mis au feu perd sa rouille et devient tout étincelant, ainsi celui qui se donne sans réserve à Dieu se dépouille de sa langueur et se change en un homme nouveau. »
Thomas a Kempis est également l'auteur du livre Le soliloque de l'âme, daté de 1438 d'après le manuscrit dit de Cambrai. Ce fut le premier des traités de a Kempis qui fut livré à l'impression, vers 1473.
Parmi ses autres productions :
- Vita Gerardi Magni (Vie de Gérard Groote),
- Biographie de Florens Radewyns et de neuf autres Frères,
- Vita Lidewigis (Vie de Lidwine de Schiedam),
- Chronicon montis Sanctae Agnetis (Histoire du cloître d'Agnietenberg).

## Source
Traduction partielle de la notice de Thomas a Kempis dans The New Schaff-Herzog Encyclopedia of Religious Knowledge (domaine public).